# La traccia del veleno
La traccia del veleno (titolo dell'edizione inglese Poison for 1 oppure Poison for One) è un romanzo poliziesco del 1934 dello scrittore inglese John Rhode, il diciottesimo della serie di gialli che hanno come protagonista il dottor Priestley, scienziato e criminologo.

## Trama
Waterton, 7 giugno 1934. Il ricco industriale Sir Gerald Uppingham ha invitato alcuni ospiti a trascorrere il weekend nella sua residenza di campagna, Bucklersbury Park, ove l'uomo vive con la sorella Elvira ed il segretario Percy Richards. Ospiti di Uppingham i due dirigenti della British Albanium Company, Somerton-Jackson e Tibbot, accompagnati dalle mogli. Alla cena del venerdì sono presenti anche Lord Cossington, con la moglie e i due figli (Rupert e Muriel, fidanzata di Gerald) ed il dottor Emery, medico condotto di Waterton.
Uppingham dovrebbe incontrare alle 23 i dirigenti della sua società nel suo studio, ma a quell'ora lo studio è chiuso dall'interno e nessuno risponde, pertanto a Somerton-Jackson, Tibbot e Richards non rimane altro da fare che sfondare la porta della stanza. All'interno dello studio viene ritrovato morto Uppingham, ed il dottor Emery, chiamato immediatamente, sospetta che la vittima sia stata avvelenata con del cianuro, veleno evidentemente aggiunto ad una boccetta di sciroppo per la tosse trovata all'interno della stanza.
A causa dell'importanza delle persone coinvolte, le indagini vengono affidate al sovrintendente Hanslet di Scotland Yard, il quale si rivolge al dottor Priestley, scienziato e criminologo, per verificare insieme gli indizi raccolti e le testimonianze delle persone coinvolte nel delitto.

## Edizioni
- John Rhode, La traccia del veleno, traduzione di Mauro Boncompagni, collana Classici del Giallo (n. 1092), Arnoldo Mondadori Editore, 2005,  p. 258.